# 日本二十六聖人
日本二十六聖人（にほんにじゅうろくせいじん）は、1597年2月5日（慶長元年12月19日）豊臣秀吉の命令によって長崎で磔の刑に処された26人のカトリック信者。日本でキリスト教の信仰を理由に最高権力者の指令による処刑が行われたのはこれが初めてであった。この出来事を「二十六聖人の殉教」というが、西洋諸国では「聖パウロ三木と仲間たち」とも呼ばれる。26人は後にカトリック教会によって聖人の列に加えられたため、彼らは「日本二十六聖人」と呼ばれることになった。カトリック典礼上の記念日は2月5日である（なお、西洋では2月6日）。キリシタンの迫害は徳川氏（江戸幕府）にも引き継がれ、後年に京都の大殉教や元和の大殉教が引き起こされている。

## サン＝フェリペ号事件までの情勢

### 日本とポルトガルの関係
豊臣秀吉は天正15年（1587年）に天台宗の元僧侶であった施薬院全宗の進言を受けて1587年7月25日にバテレン追放令を発布した（宣教師たちには追放命令が出された）。秀吉が禁教令を出した理由には諸説あるが、秀吉は国内の政治と宗教のつながりを恐れていたため、特に九州征伐の時にキリシタン大名が同じ信仰の絆で強く結ばれているのを見てキリシタンに対する警戒心が危機感へと発展していったとされる。1591年、インド総督の大使としてヴァリニャーノに提出された書簡（西笑承兌が秀吉のために起草）によると、三教（神道、儒教、仏教）に見られる東アジアの普遍性をヨーロッパの概念の特殊性と比較しながらキリスト教の教義を断罪した。バテレン追放令を命じた当の秀吉は勅令を無視し、イエズス会宣教師を通訳やポルトガル商人との貿易の仲介役として重用していた。1590年、ガスパール・コエリョと対照的に秀吉の信任を得られたアレッサンドロ・ヴァリニャーノは2度目の来日を許されたが、秀吉が自らの追放令に反してロザリオとポルトガル服を着用し、聚楽第の黄金のホールでぶらついていたと記述している。
秀吉はポルトガルとの貿易関係を中断させることを恐れて勅令を施行せず、1590年代にはキリスト教を復権させるようになった。勅令のとおり宣教師を強制的に追放することができず、長崎ではイエズス会の力が継続し、豊臣秀吉は時折、宣教師を支援した。

### 日本とスペインの関係
1591年、原田孫七郎はフィリピンの守りが手薄で征服が容易と上奏、入貢と降伏を勧告する秀吉からの国書を1592年5月31日にフィリピン総督に渡した。1593年には原田喜右衛門がフィリピンの征服を秀吉に要請、同4月22日にはフィリピン総督が服従せねば征伐するとの国書を渡したが、スペイン側は事前に船に同乗していた明人を詰問して、日本国王が九鬼嘉隆にフィリピン諸島の占領を任せたが、台湾の占領も別の人物に任せたから、当地の遠征はその次である等の情報を得ていた。宣戦布告にも近い軍事的脅迫を含む敵対的な最後通牒によって、スペインと日本の外交関係は緊迫し、スペイン人の対日感情も悪化の一途を辿った。
1592年に豊臣秀吉はフィリピンに対して降伏と朝貢を要求してきたが、フィリピン総督ゴメス・ペレス・ダスマリニャスは1592年5月1日付で返事を出し、ドミニコ会の修道士フアン・コボが秀吉に届けた。コボはアントニオ・ロペスという中国人キリスト教徒とともに日本に来たが、コボとロペスは、朝鮮征伐のために肥前国松浦郡名護屋に建てられた名護屋城で秀吉に面会した。原田喜右衛門はその後、マニラへの第二次日本使節団を個人的に担当することになり、アントニオ・ロペスは原田の船で無事にマニラに到着した。
1593年6月1日、ロペスは日本で見たこと行ったことについて宣誓の上で綿密な質問を受けたが、そのほとんどは日本がフィリピンを攻撃する計画について知っているかということに関するものであった。ロペスはまず秀吉が原田喜右衛門に征服を任せたと聞いたと述べた。ロペスは日本側の侵略の動機についても答えた。
ロペスはまた日本人にフィリピンの軍事力について尋問されたとも述べている。アントニオ・ロペスはフィリピンには4、5千人のスペイン人がいると答えたのを聞いて、日本人は嘲笑った。彼らはこれらの島々の防衛は冗談であり、100人の日本人は2、300人のスペイン人と同じ価値があると言ったという。ロペスの会った誰もが、フィリピンが征服された暁には原田喜右衛門が総督になると考えていた。
その後、侵略軍の規模についてロペスは長谷川宗仁の指揮で10万人が送られると聞いたが、ロペスがフィリピンには5、6千人の兵士しかおらず、そのうちマニラの警備は3、4千人以上だと言うと、日本人は1万人で十分と言った。さらにロペスに10隻の大型船で輸送する兵士は5、6千人以下と決定したことを告げた。ロペスは最後に侵攻経路について侵略軍は琉球諸島を経由してやってくるだろうといった。

### 日本国内の情勢
文禄2年（1593年）、フィリピン総督の使節としてフランシスコ会宣教師のペドロ・バプチスタが肥前国松浦郡平戸に来島後、同国同郡の名護屋城で豊臣秀吉に謁見。豊臣秀次の配慮で前田玄以に命じて京都の南蛮寺の跡地に修道院が建設されることになった。翌年にはマニラから新たに3名の宣教師が来て、京阪地方での布教活動を活発化させ、信徒を1万人増やした。前田秀以（玄以の子）や織田秀信、寺沢広高ら大名クラスもこの頃に洗礼を受けた。
文禄4年（1595年）7月15日には秀次切腹と幼児も含めた一族39人の公開斬首が行われ、文禄・慶長の役では朝鮮、明への侵略、征服計画が頓挫し和平交渉も難航、文禄5年/慶長元年1596年7月12日には慶長伏見地震で秀吉の居城である伏見城が倒壊（女﨟73名、中居500名が死亡）、同9月2日には明・朝鮮との講和交渉が決裂、仏教や神道の在来宗教勢力も京都に進出していたキリスト教フランシスコ会に警戒感を強める情勢にあった。

## 経過
1596年10月のサン＝フェリペ号事件をきっかけに、秀吉はイエズス会の後に来日したフランシスコ会の活発な宣教活動が禁教令に対して挑発的であると考え、京都奉行の石田三成に命じて、京都に住むフランシスコ会員とキリスト教徒全員を捕縛して処刑するよう命じた。三成は捕縛名簿からユスト高山右近の名を除外することはできたが、パウロ三木を含む他の信者の除外は果たせなかった。大坂と京都でフランシスコ会員7名と信徒14名、イエズス会関係者3名の合計24名が捕縛された。ちなみに、二十六聖人のうちフランシスコ会会員とされているのは、スペインのアルカンタラのペテロが改革を起こした「アルカンタラ派」の会員達であった。
24名は、京都・堀川通り一条戻り橋で左の耳たぶを切り落とされて（秀吉の命令では耳と鼻を削ぐように言われていた）、市中引き回しとなった。1597年1月10日、長崎で処刑せよという命令を受けて一行は大坂を出発、歩いて長崎へ向かうことになった。また、道中でイエズス会員の世話をするよう依頼され付き添っていたペトロ助四郎と、同じようにフランシスコ会員の世話をしていた伊勢の大工フランシスコ吉も捕縛された。二人はキリスト教徒として、己の信仰のために命を捧げることを拒絶しなかった。
厳冬期の旅を終えて長崎に到着した一行を見た責任者の寺沢半三郎（当時の長崎奉行であった寺沢広高の弟）は、一行の中にわずか12歳の少年ルドビコ茨木がいるのを見て哀れに思い、「キリシタンの教えを棄てればお前の命を助けてやる」とルドビコに持ちかけたが、ルドビコは「（この世の）つかの間の命と（天国の）永遠の命を取り替えることはできない」と言い、毅然として寺沢の申し出を断った。ディエゴ喜斎と五島のヨハネは、告解を聴くためにやってきたイエズス会員フランシスコ・パシオ神父の前で誓願を立て、イエズス会入会を許可された。26人が通常の刑場でなく、長崎の西坂の丘の上で処刑されることが決まると、一行はそこへ連行された（一行は、キリストが処刑されたゴルゴタの丘に似ているという理由から、西坂の丘を処刑の場として望んだという）。処刑当日の2月5日、長崎市内では混乱を避けるために外出禁止令が出されていたにもかかわらず、4000人を超える群衆が西坂の丘に集まってきていた。パウロ三木は死を目前にして、十字架の上から群衆に向かって自らの信仰の正しさを語った。群衆が見守る中、一行が槍で両脇を刺し貫かれて絶命したのは午前10時頃であった。
処刑終了後、彼らの遺骸は多くの人々の手で分けられ、日本で最初の殉教者の遺骸として世界各地に送られて崇敬を受けた。これはローマ・カトリック教会において、殉教者の遺骸や遺物（聖遺物）を尊ぶ伝統があったためである。日本二十六聖人は近世においては、日本よりもヨーロッパにおいてよく知られていたが、それはルイス・フロイスなどの宣教師たちの報告書によるところが大きい。1862年6月8日、ローマ教皇ピウス9世によって列聖され、聖人の列に加えられた。列聖100年を記念して西坂の丘に日本二十六聖人記念館（今井兼次の設計）と彫刻家の舟越保武による記念碑「昇天のいのり」が建てられた。カトリック教会における「日本二十六聖人殉教者」の祝日は2月5日である。
26人のうち、日本人は20名、スペイン人が4名、メキシコ人、ポルトガル人がそれぞれ1名であり、すべて男性であった。

## 殉教後のフィリピン侵略計画や迫害
天正20年（1592年）6月、すでに朝鮮を併呑せんが勢いであったとき、毛利家文書および鍋島家文書によると、秀吉はフィリピンのみならず「処女のごとき大明国を誅伐すべきは、山の卵を圧するが如くあるべきものなり。只に大明国のみにあらず、況やまた天竺南蛮もかくの如くあるべし」とし、明、インド、南蛮（東南アジア、ポルトガル、スペイン、ヨーロッパ等）への侵略計画を明らかにした。秀吉は先駆衆にはインドに所領を与えて、インドの領土に切り取り自由の許可を与えるとした。
1597年2月に処刑された26聖人の一人であるマルチノ・デ・ラ・アセンシオンはフィリピン総督宛の書簡で自らが処刑されることと秀吉のフィリピン侵略計画について日本で聞いた事を書いている。「（秀吉は）今年は朝鮮人に忙しくてルソン島にいけないが来年にはいく」とした。マルチノはまた侵攻ルートについても「彼は琉球と台湾を占領し、そこからカガヤンに軍を投入し、もし神が進出を止めなければ、そこからマニラに攻め入るつもりである」と述べている。
日本によるフィリピン侵略計画は1630年、松倉重政によって準備されたが、侵略指揮官である重政の突如の死によって立ち消えとなった。マニラへの先遣隊は1631年7月、日本に帰国したが1632年7月までスペイン側は厳戒態勢をしいていた。1637年には息子の松倉勝家の代においても検討がなされた。
しかし同年勃発した島原の乱により遠征計画は致命的な打撃を受けた。島原の乱の後、寛永17年（1640年）に幕府は宗門改役を設置してキリスト教の迫害を強化した。

## 評価
殉教者は他にも多くいるが、最初の26人の宣教師と殉教者は特に尊敬されるようになった。中で最も有名なのがパウロ三木であった。日本の殉教者は1862年6月8日、教皇ピウス9世によって列聖され、聖人暦にはパウロ三木とその仲間として記載された。彼らの命日である2月5日が聖アガタ祭のため、2月6日を記念している。彼らは1969年に初めて一般的なローマ暦に加えられた。それ以前は日本で祝われており、1962年のローマ・ミサ典書のMissae pro aliquibus locisに彼らに捧げられたミサは含まれていなかった。2月13日にミサを記載する書籍も存在する。
英国国教会は1959年に豊臣秀吉が26人の殉教者を処刑した日の翌日である2月6日を記念日とした。アメリカ福音ルター派教会でも、2月5日を記念日としている。

## 二十六聖人の氏名

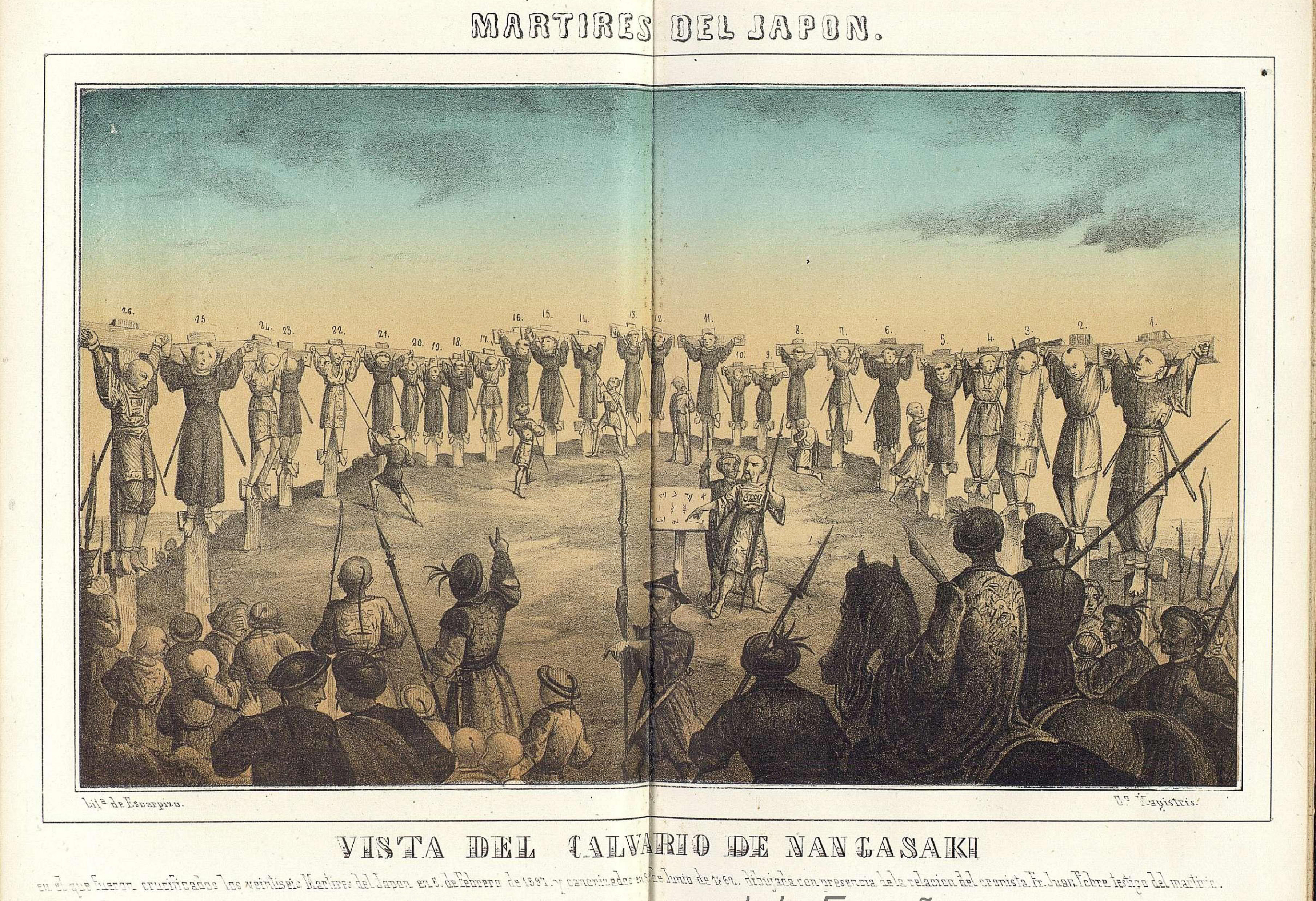
26人の処刑を描いた1862年の版画

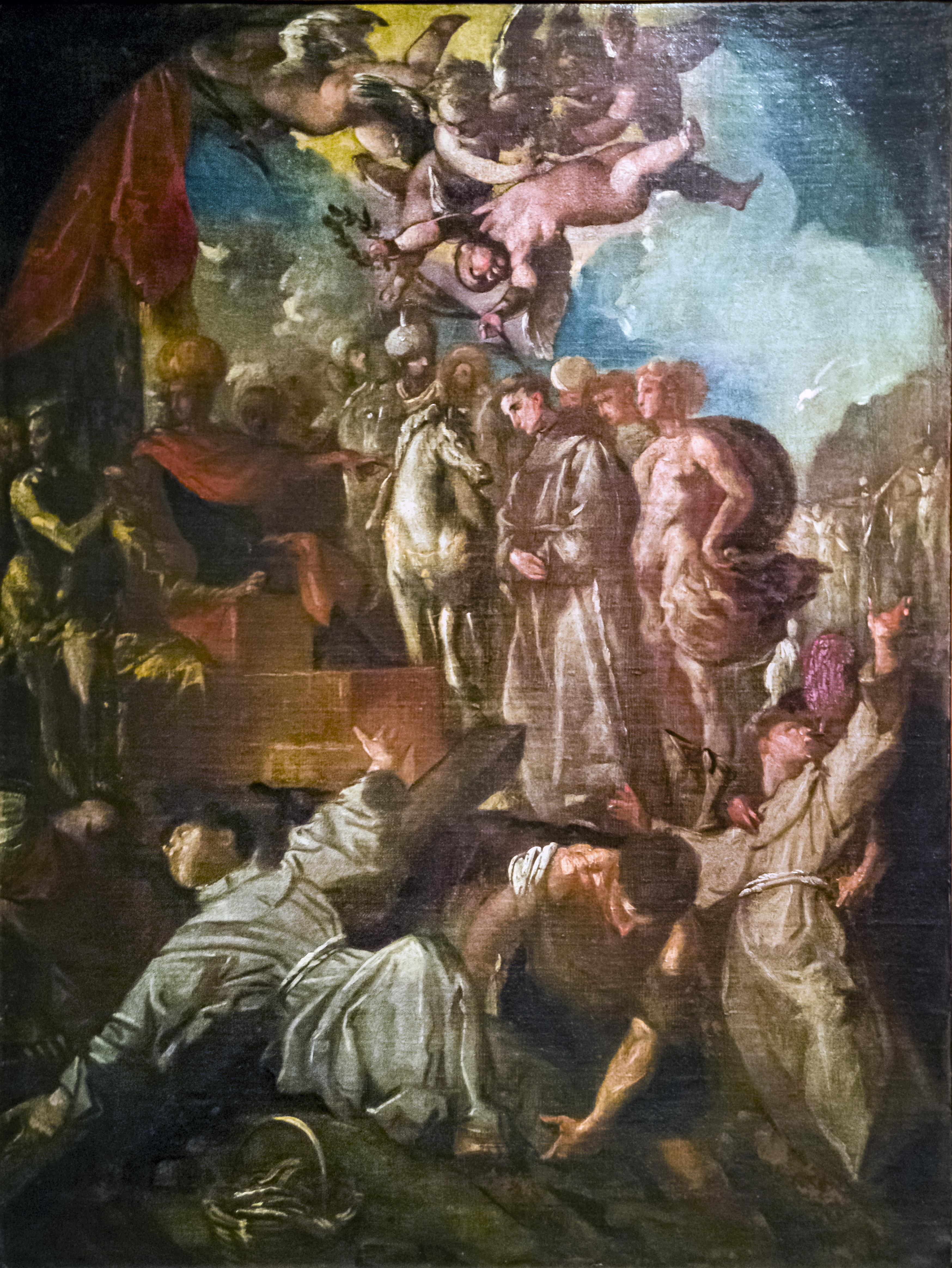
長崎のフランシスコ会員の殉教（フランチェスコ・マッフェイ）

（以下、二十六聖人記念碑の右側から順に列挙）
フランシスコ吉（きち）
日本人大工。フランシスコ会員の世話をするため、一行に付き添い、道中で捕縛された。
コスメ竹屋
日本人、38歳。大坂で捕縛される。
ペトロ助四郎（またはペドロ助四郎）
日本人、イエズス会員の世話をするため一行に付き添い、道中で捕縛された。
ミカエル小崎（またはミゲル小崎）
日本人、46歳。京都で捕縛。トマス小崎の父。
ディエゴ喜斎（時に、ヤコボ喜斎、市川喜佐衛門、備前屋喜左衛門とも称す）
日本人、64歳。大坂で捕縛。行商者として上阪し商家に奉公した後、イエズス会員として祭壇係および門衛（接待係）に就く。備前国岡山藩津高郡馬屋郷芳賀村（現在の岡山県岡山市北区芳賀）出身。
パウロ三木
日本人、33歳。大坂で捕縛。イエズス会員。
パウロ茨木
日本人、54歳。京都で捕縛。レオ烏丸の兄。
五島のヨハネ草庵（またはヨハネ五島）
日本人、19歳。大坂で捕縛、イエズス会員。
ルドビコ茨木
日本人、12歳で最年少。京都で捕縛。パウロ茨木、レオ烏丸の甥。
長崎のアントニオ
日本人、13歳。京都で捕縛。父は中国人、母は日本人。
ペトロ・バウチスタ（またはペドロ・バプチスタ、ペドロ・バウティスタ）
スペイン人、48歳。京都で捕縛。フランシスコ会司祭。
マルチノ・デ・ラ・アセンシオン
スペイン人、30歳。大坂で捕縛。フランシスコ会司祭。
フェリペ・デ・ヘスス（またはフィリッポ・デ・ヘスス、本名・フェリペ・デ・ラス・カサス）
メキシコ人、24歳。京都で捕縛。フランシスコ会修道士。メキシコの初聖人（列聖順）。
ゴンザロ・ガルシア
ポルトガル人、40歳。京都で捕縛。フランシスコ会修道士。
フランシスコ・ブランコ
スペイン人、28歳。京都で捕縛。フランシスコ会司祭。
フランシスコ・デ・サン・ミゲル
スペイン人、53歳。京都で捕縛。フランシスコ会修道士。
マチアス
日本人、京都で捕縛。本来逮捕者のリストになかったが、洗礼名が同じというだけで捕縛。
レオ烏丸
日本人、48歳。京都で捕縛。パウロ茨木の弟。ルドビコ茨木のおじ。
ボナベントゥラ
日本人、京都で捕縛。
トマス小崎
日本人、14歳。大坂で捕縛。ミカエル小崎の子。
ヨアキム榊原（またはホアキン榊原）
日本人、40歳。大坂で捕縛。
医者のフランシスコ（またはフランシスコ医師）
日本人、46歳。京都で捕縛。
トマス談義者
日本人、36歳。京都で捕縛。
絹屋のヨハネ
日本人、28歳。京都で捕縛。
ガブリエル
日本人、19歳。京都で捕縛。
パウロ鈴木
日本人、49歳。京都で捕縛。

## 日本二十六聖人に捧げられた教会
- 大浦天主堂 - 長崎県長崎市
- 日本二十六聖人記念聖堂（聖フィリッポ教会） - 長崎県長崎市 （今井兼次設計）
- 田平天主堂 - 長崎県平戸市
- 堂崎天主堂 - 長崎県五島市
- カトリック円山教会 - 北海道札幌市
- カトリック大籠教会 - 岩手県一関市
- カトリック大河原教会 - 宮城県柴田郡大河原町
- カトリック佐野教会 - 栃木県佐野市
- カトリック鹿島教会 - 茨城県神栖市
- カトリック本所教会 - 東京都墨田区
- カトリック二俣川教会 - 神奈川県横浜市
- カトリック二宮教会 - 神奈川県中郡二宮町
- カトリック吉田教会 - 静岡県榛原郡吉田町
- カトリック太閤山教会 - 富山県射水市
- カトリック美濃加茂教会 - 岐阜県美濃加茂市
- カトリック宇治教会 - 京都府宇治市
- カトリック関目教会 - 大阪府大阪市
- カトリック高槻教会（高山右近記念聖堂） - 大阪府高槻市
- カトリック岡山教会（聖ディエゴ喜斎記念聖堂）- 岡山県岡山市北区
- カトリック萩教会 - 山口県萩市
- カトリック島原教会 - 長崎県島原市
- カトリック時津教会 - 長崎県西彼杵郡時津町
- カトリック日向教会 - 宮崎県日向市
- カトリック指宿教会 - 鹿児島県指宿市
- カトリック出水教会 - 鹿児島県出水市
- カトリック手花部教会 - 鹿児島県奄美市
- 日本聖殉教者教会(LA CHIESA DEI SANTISSIMI MARTIRI GIAPPONESI) - イタリア チヴィタヴェッキア
- 二十六聖殉教者キリスト王教会(IGREJA CRISTO REI DOS 26 MÁRTIRES) - ブラジル サンパウロ州プロミッソン（ポルトガル語版）市ゴンザガ区（福岡県今村からの移民の手によって1935年に建築）

## 関連文献
- イザヤ木原真『殉教 天国の希望と喜び 日本二十六聖人と浦上キリシタンの歴史』み声新聞社、2006年7月。ISBN 4-902000-01-6。
- 岡本良知「日本耶蘇会とフィリッピンの諸修道会との論争――二十六聖人殉教の遠因として」、キリシタン文化研究会編 編『キリシタン研究』 第3輯、東洋堂、1948年。
- キリシタン文化研究会編 編『キリシタン研究』 第8輯、吉川弘文館、1963年。
  - 松田毅一「日本二十六聖人の人名について」
  - Diego Pacheco S.J.「日本二十六聖殉教者の旅路に関する覚え書」岩谷十二郎訳
  - フーベルト・チースリク（ノルウェー語版）S.J.「日本二十六聖人殉教関係史料解説」
  - 海老沢有道「日本二十六聖人関係日本文献」
  - Diego Pacheco S.J.「世界における日本二十六聖人の記念 メキシコの日本二十六聖殉教者壁画」岩谷十二郎訳
  - 片岡弥吉「天使の軍隊と日本二十六聖人のコンタス」
  - Diego Pacheco S.J.「エスパニアの日本殉教者彫像」
  - 舟越保武「二十六聖人像の制作を終えて」
  - J.L.Alvarez-Taladriz「日本二十六聖人に献げられた日本国内の教会」佐久間正・松田毅一共訳
- 桑原一利『天使のゼノさん 日本二十六聖人の祈り』聖母の騎士社〈聖母文庫〉、2002年7月。ISBN 4-88216-230-X。
- 児島みつゑ『もうひとつの四百年 備前宇喜多領と二十六聖人殉教事件』手帖舎、2000年8月。ISBN 4-88743-268-2。
- パチェコ・ディエゴ述「殉教の二十六聖人」、新書編纂委員会編 編『人間と文化 教養講演集』 12巻、三愛会〈三愛新書〉、1980年12月。
- 高橋睦郎『日本二十六聖人殉教者への連祷 二十六聖人帰天四〇〇年記念「舟越保武の世界展」に寄せて』すえもりブックス、1999年4月。ISBN 4-915777-24-3。
- 永富映次郎『鮮血の十字架 日本二十六聖人殉教記』中央出版社、1977年2月。
- 永富映次郎『日本二十六聖人殉教記』サンパウロ、1997年1月。ISBN 4-8056-6521-1。
- 舟越保武『舟越保武の世界 二十六聖人の祈り』舟越保武展実行委員会、1997年。
- ルイス・フロイス 著、純心女子短期大学長崎地方文化史研究所編 編『日本二十六聖人殉教記 1597 ｜ 聖ペトロ・バプチスタ書簡 1596-97』結城了悟 訳・解説、純心女子短期大学、1995年2月。
- ルイス・フロイス『日本二十六聖人殉教記』結城了悟 訳、聖母の騎士社〈聖母文庫〉、1997年8月。ISBN 4-88216-154-0。
- 『日本二十六聖人記念館』結城了悟 監修、日本二十六聖人記念館、1987年1月。
- 結城了悟『長崎への道 日本二十六聖人』（改訂5版）二十六聖人記念館、1987年4月。
- 『新版　長崎県の歴史散歩』山川出版社、1989年、235頁。ISBN 4634294206。
- 結城了悟『二十六聖人と長崎物語』聖母の騎士社〈聖母文庫〉、2002年11月。ISBN 4-88216-233-4。